# إيما لاركن
إيما لاركن (بالإنجليزية: Emma Larkin)‏ هي صحفية أمريكية، ولدت في 1950.